# Симулатор лета
Симулатор лета је систем који опонаша, или симулише, доживљај лета авионом, колико је то у стварности могуће.
Постоји неколико врста симулатора лета, од видео-игре до целог кокпита авиона постављеног на хидрауличним цилиндрима или електромеханичким акураторима. Први симулатори лета појавили су се 1910, док је употреба ових машина доживела прави замах за време Првог светског рата. Са појавом кућних компјутера, дошло је до правог замаха у развоју симулатора летова, чак и машине са веома једноставним способностима имале су свој симулатор лета.